# Alfred Maria Oburu Asue
Alfred Maria Oburu Asue (Evinayong, 13 aprile 1947 – Ebebiyín, 27 agosto 2006) è stato un vescovo cattolico equatoguineano.

## Biografia
Alfred Maria Oburu nacque il 13 aprile 1947 a Evinayong, nella diocesi di Bata. Studiò in patria, poi a causa della persecuzione del dittatore Macías fu costretto a rifugiarsi in Gabon dove fece il noviziato. Studiò filosofia e teologia a Brazzaville. Fu poi inviato a Roma, al Claretianum (Istituto di teologia della vita consacrata dei Missionari figli del Cuore Immacolato di Maria), ottenendo la licenza in teologia della vita religiosa.
Fu ordinato sacerdote il 22 marzo 1981. Fu parroco a Franceville nel Gabon, superiore della comunità a Kinshasa, superiore e formatore a Yaoundé in Camerun. Divenne superiore regionale e risiedette a Franceville, fino alla sua nomina a vescovo di Ebebiyín.
Fu nominato vescovo di Ebebiyín da papa Giovanni Paolo II l'8 marzo 2003 e consacrato l'11 maggio dello stesso anno.

## Genealogia episcopale
La genealogia episcopale è:
- Cardinale Scipione Rebiba
- Cardinale Giulio Antonio Santori
- Cardinale Girolamo Bernerio, O.P.
- Arcivescovo Galeazzo Sanvitale
- Cardinale Ludovico Ludovisi
- Cardinale Luigi Caetani
- Cardinale Ulderico Carpegna
- Cardinale Paluzzo Paluzzi Altieri degli Albertoni
- Papa Benedetto XIII
- Papa Benedetto XIV
- Papa Clemente XIII
- Cardinale Marcantonio Colonna
- Cardinale Giacinto Sigismondo Gerdil, B.
- Cardinale Giulio Maria della Somaglia
- Cardinale Carlo Odescalchi, S.I.
- Cardinale Costantino Patrizi Naro
- Cardinale Lucido Maria Parocchi
- Papa Pio X
- Papa Benedetto XV
- Papa Pio XII
- Cardinale Eugène Tisserant
- Papa Paolo VI
- Cardinale Agostino Casaroli
- Arcivescovo Félix del Blanco Prieto
- Vescovo Alfred Maria Oburu Asue, C.M.F.